# Helge Auleb
Helge Arthur Auleb (24 mars 1887 à Gehren – 14 mars 1964 à Düsseldorf) est un General der Infanterie de la Heer dans la Wehrmacht durant la Seconde Guerre mondiale.

## Biographie
Après l'école, Auleb rejoint le 1er mars 1907 le 117e régiment d'infanterie (de), en tant que Fahnenjunker.
Auleb commande la 6e division d'infanterie comme partie intégrante du 6e corps d'armée durant l'Opération Typhoon en octobre 1941. Il reçoit la Croix allemande en or le 26 décembre 1941.

## Promotions
- Fahnenjunker : 1er mars 1907
- Fahnenjunker-Unteroffizier : 2 juillet 1907
- Fähnrich : 18 octobre 1907
- Leutnant : 18 août 1908
- Oberleutnant : 28 novembre 1914
- Hauptmann : 18 avril 1916
- Major : 1er février 1929
- Oberstleutnant : 1er juillet 1933
- Oberst : 1er juin 1935
- Generalmajor : 1er février 1939
- Generalleutnant : 1er décembre 1940
- General der Infanterie : 1er décembre 1943

## Décorations
- Croix d'honneur (1934)
- Médaille de service de la Wehrmacht
- Croix de fer (1914)
  - 2e classe
  - 1re classe
- Croix du Mérite militaire de la principauté de Lippe (Première Guerre mondiale)
- Médaille de Hesse pour Bravoure (Première Guerre mondiale)
- Croix d'honneur de Schwarzburgs 3e classe avec glaives (Première Guerre mondiale)
- Agrafe de la croix de fer (1939)
  - 2e classe
  - 1re classe
- Croix allemande en or le 26 décembre 1941